# Chuchra
Chuchra (ukrainisch und russisch Хухра) ist ein Dorf im Süden der ukrainischen Oblast Sumy mit etwa 2000 Einwohnern (2001).

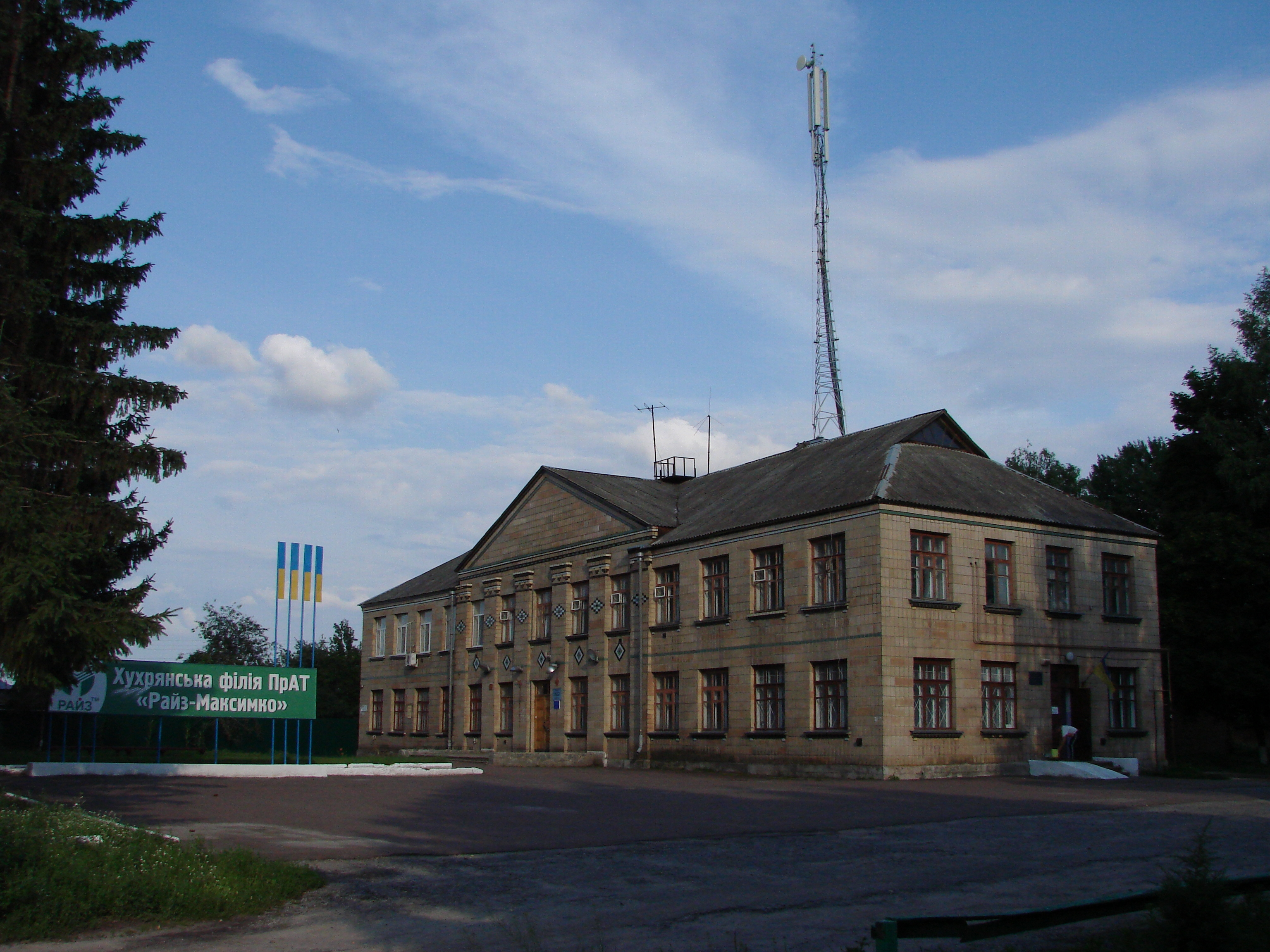
Hauptgebäude des ansässigen Landwirtschaftsunternehmen

Das in der zweiten Hälfte des 17. Jahrhunderts gegründete Dorf liegt auf einer Höhe von 110 m an der Mündung der 31 km langen Chuchra (Хухра), in die Worskla, 15 km südlich vom Gemeindezentrum Tschernetschtschyna, 15 km südlich vom Rajonzentrum Ochtyrka und 90 km südlich vom Oblastzentrum Sumy.
Bei der Ortschaft liegt mit dem  4591,6 Hektar großen Hydrologischen Schutzgebiet Chuchrjanskyj (Гідрологічний заказник «Хухрянський» Hidrolohitschnyj sakasnyk «Chuchrjanskyj») eines der größten Naturschutzgebiete der Oblast Sumy, das von Feuchtgebieten, Auenwiesen und Stauseen dominiert wird und eine vielfältig Fauna besitzt.
Durch das Dorf verläuft die Fernstraße N 12.
Am 6. Juli 2017 wurde das Dorf ein Teil der neugegründeten Landgemeinde Tschernetschtschyna, bis dahin bildete es zusammen mit den Dörfern Peremoha (Перемога) und Pyliwka (Пилівка) die gleichnamige Landratsgemeinde Chuchra (Хухрянська сільська рада/Chuchjanska silska rada) im Südwesten des Rajons Ochtyrka.